# 자탄정
자탄정(일본어: 北谷町)은 일본 오키나와현 나카가미군의 정이다.

## 개요

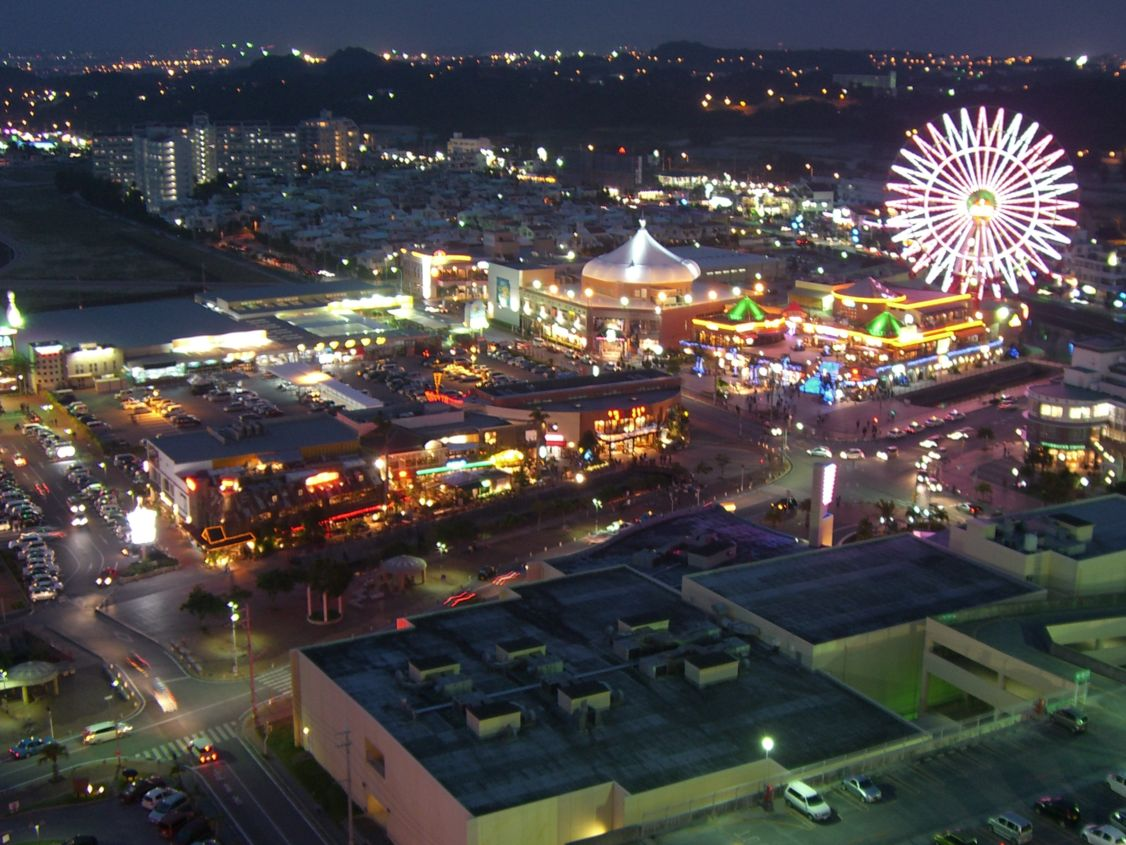
미하마 지구의 야경

서해안에 위치하는 미하마 지구에는 젊은이와 주둔 미군 관계자에게 인기 있는 장소로, 현내에서 유일하게 관람차가 있는 미국인 마을이 있고 지역에서도 비교적 대규모인 류큐 자스코 자탄점(이온 자탄 쇼핑센터)과 같은 오락·점포 시설이 있어 많은 현지 주민과 관광객이 방문하고 있다.
반면에 자탄정 전체 면적의 반 이상을 캠프 즈케란, 캠프 구와에 가데나 비행장, 미 육군 유류시설 등 4개의 미군 관계 시설이 차지하고 있다. 그 때문에 미군에 의한 부녀 폭행이나 살인 등 중대 범죄가 다수 보고되고 있어 문제가 되고 있다.
자탄 공원 야구장이 있어 일본 프로 야구 팀인 주니치 드래건스가 스프링 캠프를 실시하는 곳으로도 알려져 있다.

## 지리
오키나와섬 중부 서해안에 위치한다.

### 인접한 자치체
- 오키나와시
- 기노완시
- 가데나정
- 기타나카구스쿠촌

## 역사
- 1908년 4월 1일 - 도서정촌제 시행과 함께 자탄촌이 성립하였다.
- 1945년 4월 - 오키나와 전투에서 미군의 상륙 지점이 되어 즉시 마을 전역이 점령되었다.
- 1948년 12월 4일 - 마을 북부가 가데나촌으로 분리되었다.
- 1980년 4월 1일 - 정으로 승격하였다.
- 1981년 12월 - 캠프 즈케란(캠프 포스터)의 함비 비행장(Hamby Airfield)이 일본 측에 반환되었다.

## 교통

### 도로
- 국도 58호선